# Ibanez SDGR DX 300
Ibanez SDGR DX 300 je bas kitara, katere proizvajalec je Korea. Je model, ki je nekoliko poenostavljena verzija japonskega, a zato prav nič ne izgubi na kvaliteti. Ta bas kitara je aktivna, kar pomeni, da ima predojačevalec že v trupu. Magneta P in J (Precision in Jazz) se napajata z 9 voltno baterijo. Zvok je vrhunski, vrat ima dve oktavi (24 prečk), je vitek in tanek. Ibanez SDGR je bil eden najbolj popularnih modelov vseh časov - kar se bas kitar tiče. V osemdesetih in devetdesetih letih je to glasbilo bilo standard : tako za heavy metal glasbenike, kot tudi za komercialiste in zvrsti, kot je narodnozabavna glasba.